# Liste lateinischer Phrasen/T

## Tabula

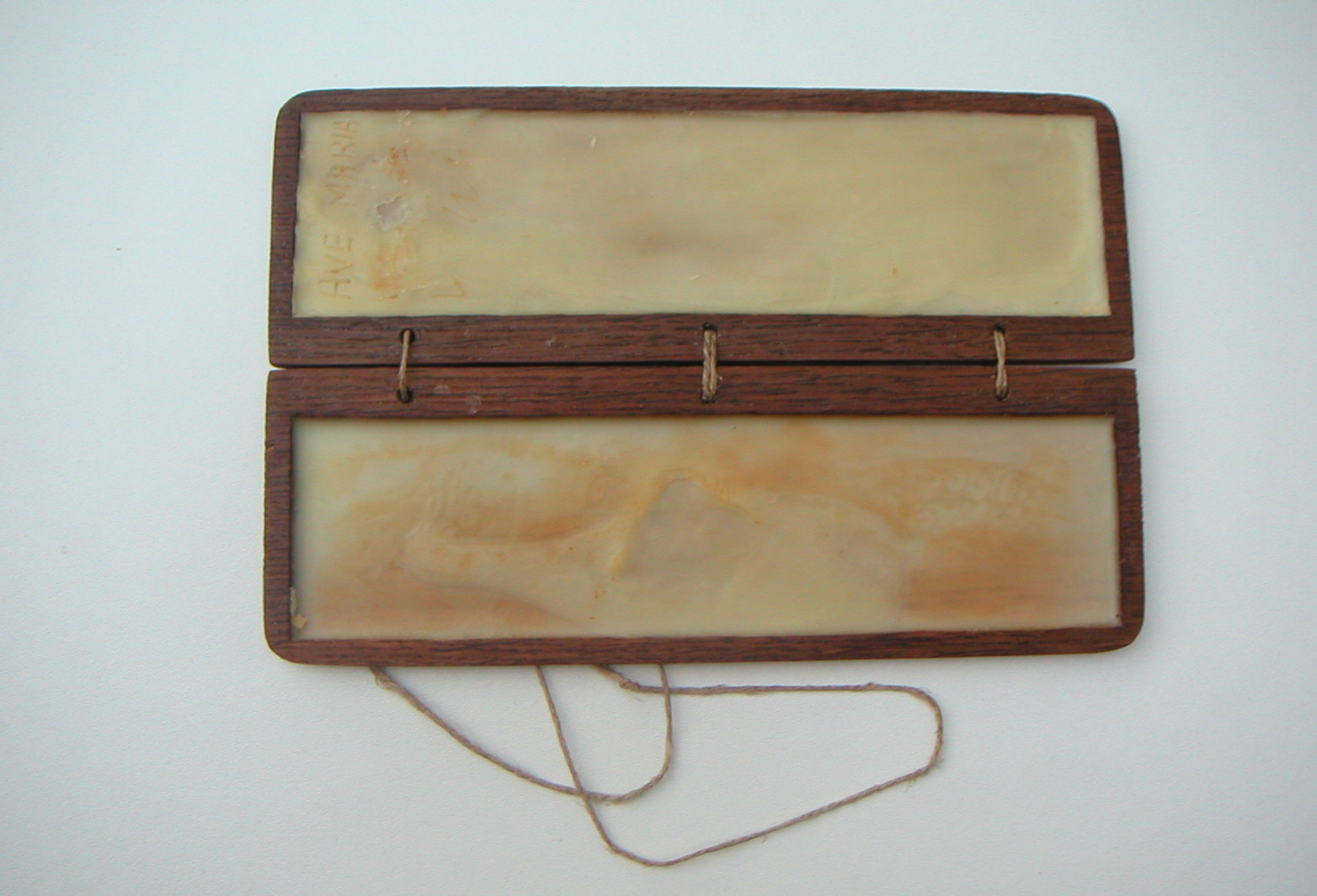
Nachbildung eines Wachstäfelchens

Tabula gratulatoria
„Liste der Glückwünsche“
Tabula rasa
„Leere Tafel“ – Die Römer schrieben gewöhnlich auf Wachs-Täfelchen, die man radierte, indem man mit dem flachen Ende des Schreibgriffels (stilus) das Wachs wieder glättete. John Locke gebrauchte den Ausdruck, um den menschlichen Geist bei der Geburt, vor dem Erwerb jeglicher Kenntnisse, zu beschreiben.
Tabula votiva
„Votivtafel“ – An Wallfahrtsorten häufig zu sehende Bilder mit der Darstellung von Notlagen oder Wundern; auch Abbildungen von Gliedmaßen in Miniaturform. Die Votivtafeln sind Gott oder einem Heiligen gewidmet, um eine Bitte oder Dank auszudrücken.

## Taedium
Taedium vitae
„Lebensüberdruss“

## Talis
Talis qualis
„Als solcher“

## Taliter
Taliter qualiter
„So so“, „einigermaßen“, „mittelmäßig“, auch „so gut es eben geht“ – Beispiele: „jeder erste und taliter qualiter beste“.
„Ein deutsches Lexikon zusammenzuschreiben, diesen albernen Gedanken habe ich lange aufgegeben; und ich würde ihn nun wohl am wenigsten wieder hervorsuchen, da ich ihn taliter qualiter von einem andern ausgeführt sehe. Aus diesem taliter qualiter wirst du indeß abnehmen, daß ich mit Adelungs Arbeit nicht ganz zufrieden bin.“ Gotthold Ephraim Lessing an Karl Gotthelf Lessing, den 2. Februar 1774.

## Tam
Tam deest avaro, quod habet, quam quod non habet.
„Dem Habgierigen fehlt sowohl, was er hat, als auch, was er nicht hat.“ – Publilius Syrus, Sententiae T 3.
Tam similis est quam ovo ovum.
„So ähnlich wie ein Ei dem andern“ – Nach einer Formulierung aus der Apocolocynthosis des Philosophen Seneca.

## Tamen
Tamen est laudanda voluntas.
„Dennoch ist der Wille zu loben.“ – Verkürzte Form von „Ut desint vires, tamen est laudanda voluntas.“ („Wenn auch die Kräfte fehlen, ist der Wille dennoch zu loben.“ Ovid, Epistulae ex Ponto 3,4,79).

## Tandem
Tandem bona causa triumphat.
„Am Ende triumphiert die gute Sache!“ – Inschrift am Haus Paland im Erkelenzer Ortsteil Borschemich. Die Inschrift bezieht sich wahrscheinlich auf den Ausgang eines langen Rechts- oder Erbschaftsstreits. Ferner Wahlspruch von Kurfürst Gebhard I. von Waldburg.
Tandem patientia victrix.
„Endlich ist die Geduld Siegerin.“ – Dieser Wahlspruch ziert eine der Medaillen der Stadt Osnabrück mit Bildern der Friedensstifter von 1648.
„Sit pax in terris tandem (et) patientia victrix.“ („Friede sei endlich auf Erden und die Geduld siegreich.“) ist die Aufschrift auf den so genannten Friedenswunschdukaten der Stadt Nürnberg aus dem Jahr 1632.

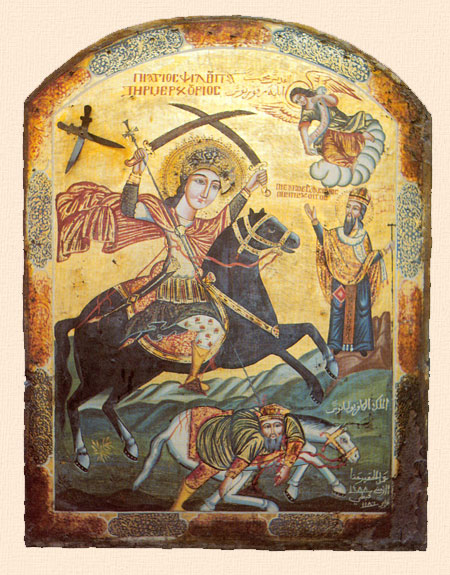
Tandem vicisti: Julian wird vom heiligen Mercurius getötet.

Tandem vicisti, Galilaee.
„Am Ende hast du gewonnen, Galiläer.“ –  Angeblich die letzten Worte des römischen Kaisers Julian, der vom Christentum zum Heidentum zurückgekehrt war. Als „Galiläer“ ist hier Jesus angesprochen. Der Spruch ist erst im 5. Jahrhundert bei Theodoret bezeugt, der Kirchengeschichte aus christlicher Perspektive schrieb. Bereits der Kirchenvater Hieronymus hatte Julians frühen Tod als verdiente Strafe für seinen Abfall vom Christentum gedeutet.

## Tantae
Tantae molis erat Romanam condere gentem.
„Solche Mühsal war es, das Volk der Römer zu gründen.“ – Vergil, Aeneis 1,33.

## Tantum
Tantum deus intelligitur, quantum diligitur.
„Gott wird soweit begriffen, als er geliebt wird.“
Tantum devolutum, quantum appellatum.
„So weit abgewälzt, wie weit angefochten.“ – Bezeichnet den Devolutiveffekt von Rechtsbehelfen.
Tantum religio potuit suadere malorum.
„So viel Übles hat Glauben anzuraten vermocht.“ – Warnung vor religiösem Wahn angesichts der Opferung Iphigenies vor der Abfahrt der Griechen nach Troja (Lukrez, De rerum natura, 1,101)

## Tarde
Tarde venientibus ossa
„Den (zu) spät Kommenden die Knochen“ – Die Rechte sind für die Aufgeweckten geschrieben, den zu spät Kommenden bleiben nur Knochen. Entspricht dem deutschen Sprichwort „Wer nicht kommt zur rechten Zeit, der muss sehen, was übrig bleibt.“
Es existiert auch eine Variante mit Sero.

## Taurum
Taurum tollet, qui vitulum sustulerit.
„Einen Stier wird tragen, wer ein Kalb gehoben hat.“ – Dieses Zitat von Petronius spielt auf Milon von Kroton an, einen der berühmtesten Athleten (Ringer) der Antike. Der Legende zufolge stemmte er täglich ein Kalb. Mit dem heranwachsenden Tier wuchs seine Kraft, bis er schließlich den ausgewachsenen Stier stemmen konnte.

## Te
Te Deum laudamus
„Dich, Gott, loben wir.“ – Anfang eines Lob- und Dankgesangs der katholischen Kirche. Nach der Legende sollen die Heiligen Augustinus und Ambrosius von Mailand gemeinsam diesen Gesang komponiert haben. Er beginnt mit den folgenden Worten: „Te Deum laudamus. Te Dominum confitemur. Te aeternum patrem omnis terra veneratur.“ („Großer Gott, wir loben dich, Herr, wir preisen deine Stärke. Vor dir neigt die Erde sich und bewundert deine Werke. Wie du warst vor aller Zeit, so bleibst du in Ewigkeit.“)
Te intus et in cute novi.
„Dich kenne ich innen und unter der Haut.“ – Persius, Saturae 3,30.
Eigentlich ein Pleonasmus: Mit in cute ist nochmals gesagt, dass man das Innere, das unter der Erscheinung Verborgene, kennt, jemanden also ganz wörtlich durchschaut. Es handelt sich wohl um eine umgangssprachliche oder sprichwörtliche Wendung. Ähnlich spielerisch geht das deutsche „Ich kenne ihn in- und auswendig“ mit den Worten und Bedeutungen um.
Te ipsum cura, medice.
„Heil dich selbst, Arzt!“

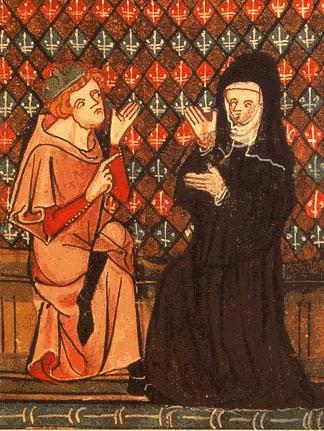
Petrus Abaelardus und Heloisa in einer Handschrift des 14. Jahrhunderts

Te semper, ut omnibus patet, immoderato amore complexa sum.
„Ich habe dich immer, wie alle wissen, in maßloser Liebe umarmt.“ – Die Äbtissin Heloisa in einem Brief an ihren früheren Geliebten, den Philosophen und Theologen Petrus Abaelardus.
Siehe auch Tua me ad religionis habitum iussio, non divina traxit dilectio.

## Temet
Temet nosce
„Erkenne dich selbst!“ – Übersetzung ins Lateinische der griechischen Inschrift Gnothi seauton (Γνῶθι σεαυτόν) am Apollotempel im Heiligtum von Delphi.
Auf diesen Ursprung weist z. B. Cicero hin: „Iubet igitur nos Pythius Apollo noscere nosmet ipsos“ („So befiehlt uns also der Apollo von Delphi, uns selbst zu erkennen“).
Diese Variante wurde sehr populär durch ihre Verwendung in den Filmen Matrix und Matrix Revolutions.
Das Enklitikum -met wurde eher im informellen, umgangssprachlichen Latein verwendet. Andere Variante in klassischem Latein: Nosce te ipsum.

## Tempora
Tempora Heroica
„Das heroische Zeitalter“
Tempora mutantur, nos et mutamur in illis.
„Die Zeiten ändern sich und wir ändern uns mit ihnen.“

 Tempora si fuerint nubila, solus eris.
„Im Unglück wirst du allein sein.“ – Verkürzung eines Zitats von Ovid: „Donec eris felix, multos numerabis amicos. Tempora si fuerint nubila, solus eris.“

## Tempus

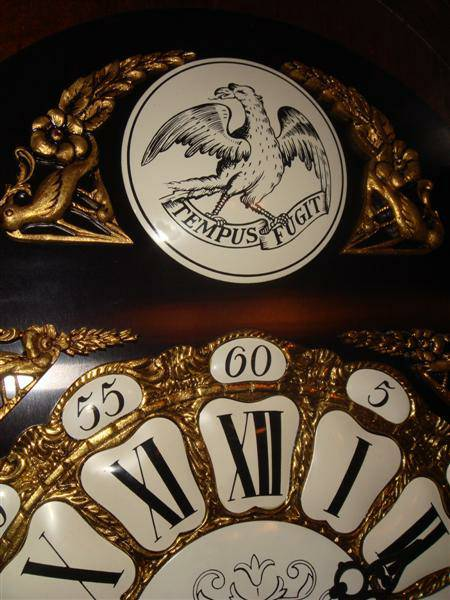
Tempus fugit an einer Uhr

Tempus clausum
„Geschlossene Zeit“ – In der katholischen Kirche Bezeichnung für die Bußzeiten im Kirchenjahr, die Fastenzeit und den Advent
Tempus curat omnia.
„Die Zeit heilt alles.“
Tempus edax rerum
„Die gefräßige Zeit“ – Zitat aus den Werken des Dichters Ovid. Davon abgeleitet ist die Redewendung Zahn der Zeit.
Tempus fert rosas.
„Zeit bringt Rosen.“ – Mit dieser sprichwörtlichen Redensart drückten die Paracelsisten ihren Zukunftsoptimismus hinsichtlich der Höherentwicklung der Heilkunst aus.
Tempus flendi et tempus ridendi
„Eine Zeit zu weinen und eine Zeit zu lachen“ – Zitat aus dem alttestamentlichen Buch Kohelet
Tempus fugit.
„Die Zeit flieht.“ – Die Zeit geht dahin, die Zeit rast; an Sonnenuhren oft ergänzt durch velut umbra („wie der Schatten“)
Tempus ipsum affert consilium.
„Die Zeit selbst bringt Rat herbei.“ – „Kommt Zeit, kommt Rat.“
Tempus peto
„Ich erbitte Zeit“ – Im Lateinunterricht altsprachlicher Gymnasien verwendeter Terminus, wenn man zur Toilette gehen musste. Die Antwort des Lehrers lautete in der Regel: „Habeas.“ („Du sollst sie haben.“)
Tempus vincit omnia.
„Die Zeit besiegt alles.“

## Teneo
Teneo, quia teneor.
„Ich halte, weil ich gehalten werde.“ – Motto der Bekennenden Kirche, später Lebensmotto von Johannes Rau

## Ter
Ter in die (tid)
„Dreimal täglich“ – Hinweis auf ärztlichen Verschreibungen.

## Terminus
Terminus
„Grenze“ – Das Wort Terminus bezeichnet unter anderem ein Fachwort einer Fachsprache, die sprachliche Benennung eines gedanklich klar umrissenen, abgegrenzten Begriffs, in der römischen Mythologie den Gott der Grenzsteine oder das Ende einer Frist (daher „Termin“).
Terminus, a quo
„Zeitpunkt, von dem an …“ – „Anfangstermin“
Terminus, ad quem
„Zeitpunkt, bis zu dem …“ – „Endtermin“
Terminus, ante quem
„Zeitpunkt, vor dem …“ – Terminus technicus für Datierungen: ein zeitlich gesicherter Sachverhalt, vor dem der zu datierende Vorgang geschehen sein muss.
Gelegentlich auch als Terminus, post quem non („Zeitpunkt, nach dem nicht …“) bezeichnet.
Terminus, post quem
„Zeitpunkt, nach dem …“ – Terminus technicus für Datierungen: ein zeitlich gesicherter Sachverhalt, nach dem der zu datierende Vorgang geschehen sein muss.
Gelegentlich auch als Terminus, ante quem non („Zeitpunkt, vor dem nicht …“) bezeichnet.
Terminus technicus
„Fachausdruck“ – Fachsprachliche Benennung

## Terra

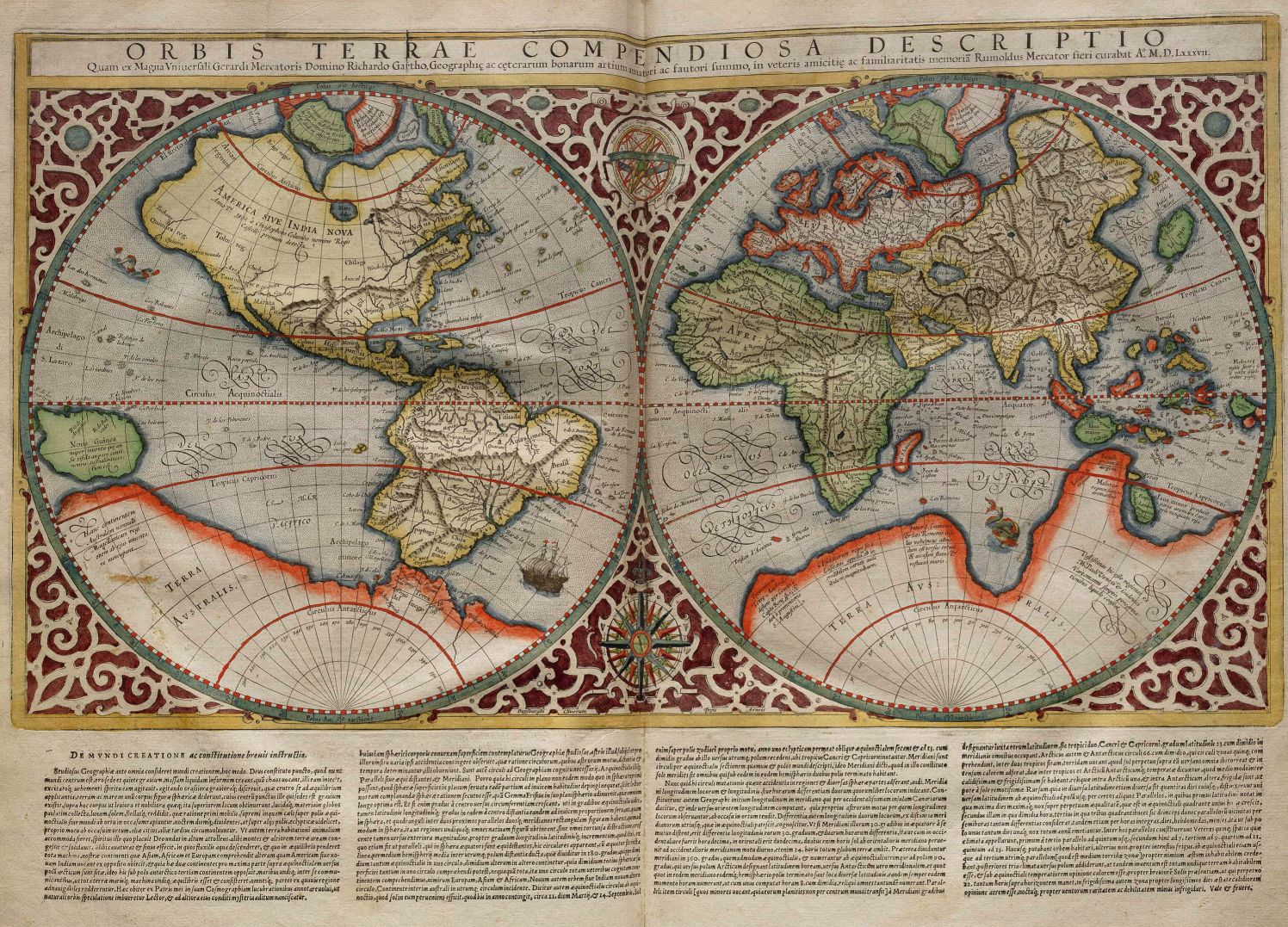
Weltkarte von Rumold Mercator mit dem Südkontinent „Terra Australis“

Terra Australis incognita
„Das unbekannte Südland“ – Bezeichnung eines in der Antike postulierten, hypothetischen Südkontinentes. Geprägt hat den Namen Claudius Ptolemäus, der glaubte, dass alle Meere von Land umgeben seien, so wie das Mittelmeer und deshalb eine große im Süden liegende Landmasse voraussagte. Darauf zurück geht die Bezeichnung des australischen Kontinents.
Terra firma
„Fester Grund“ – bekanntes Gebiet
Terra incognita
„Unbekanntes Land“
Terra nova
„Neues Land“ – Lateinischer Name für Neufundland.
Terra nullius
„Niemandsland“ – Unbesiedeltes Land; Land, das niemandes Eigentum ist. Das Konzept der „terra nullius“ spielte eine wichtige Rolle bei der ideologischen Rechtfertigung von Kolonisation.
Terra, quae lacte et melle manabat
„Das Land, in dem Milch und Honig fließt“ – Bezeichnung des verheißenen Landes im 4. Buch Mose.

## Terribilis

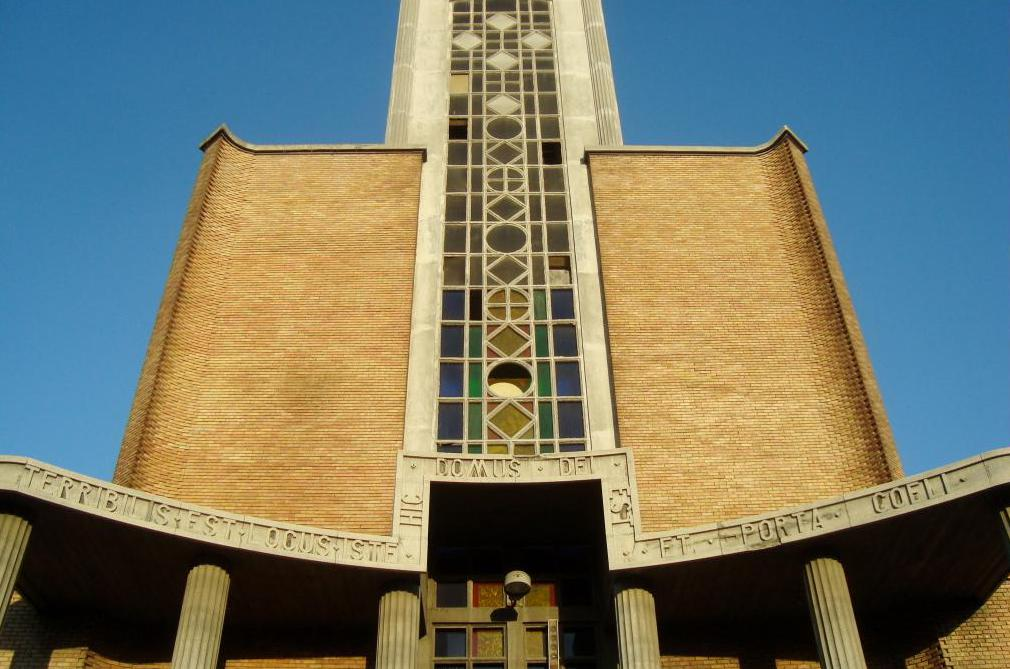
Inschrift „Terribilis est locus iste …“ an einer mexikanischen Kirche

Terribilis est locus iste. Hic domus Dei est et porta caeli.
„Ehrfurcht gebietend ist dieser Ort! Hier ist das Haus Gottes und die Pforte des Himmels “ – Die zitierten Worte stammen vom biblischen Stammvater Jakob, der im Traum die Himmelsleiter gesehen hatte, auf der die Engel auf- und niederstiegen. (vgl. Gen 28,17.22 )

## Terror
Terror belli decus pacis
„Schrecken im Krieg, Zierde in Friedenszeiten“ – Inschrift auf dem französischen Marschallstab

## Tertium
Tertium Comparationis
„Der dritte Punkt in einem Vergleich“ – Zwei Dinge, die miteinander verglichen werden, haben eine dritte Größe gemeinsam, die ihre Vergleichbarkeit bewirkt.
Tertium non datur.
„Es gibt kein Drittes“ – logisches Axiom, nach dem ein Satz nur wahr oder falsch sein kann und nichts anderes.

## Tertius
Tertius gaudens
„Der sich freuende Dritte“ – der lachende Dritte.

## Testimonium
Testimonium paupertatis
„Armutszeugnis“ – Das Armutszeugnis ermöglicht bei hinreichender Erfolgsaussicht das vorläufig kostenlose Führen eines Zivilprozesses.
Testimonium perhibere veritati
„Für die Wahrheit Zeugnis ablegen“ – Wahlspruch des Kurienerzbischofs Georg Gänswein (vergleiche Joh 18,37 )

## Testis
Testis non est iudicare.
„Der Zeuge hat nicht zu urteilen.“ – Das heißt, der Zeuge hat lediglich seine Wahrnehmungen mitzuteilen.
Testis unus, testis nullus.
„Ein Zeuge ist kein Zeuge.“ – Die Aussage nur eines Zeugen beweist nichts.
Nos sumus testes.
„Wir sind Zeugen.“ – Wahlspruch von Rainer Maria Kardinal Woelki.

## Teutones
Teutones in pace
„Deutsche in Frieden“ – Aufschrift am Tor zum Campo Santo Teutonico der Vatikanischen Gärten.
In seinem Gedicht „Teutones in Pace“ wünscht sich der Dichter Werner Bergengruen, in Rom begraben zu sein.

## Timeo

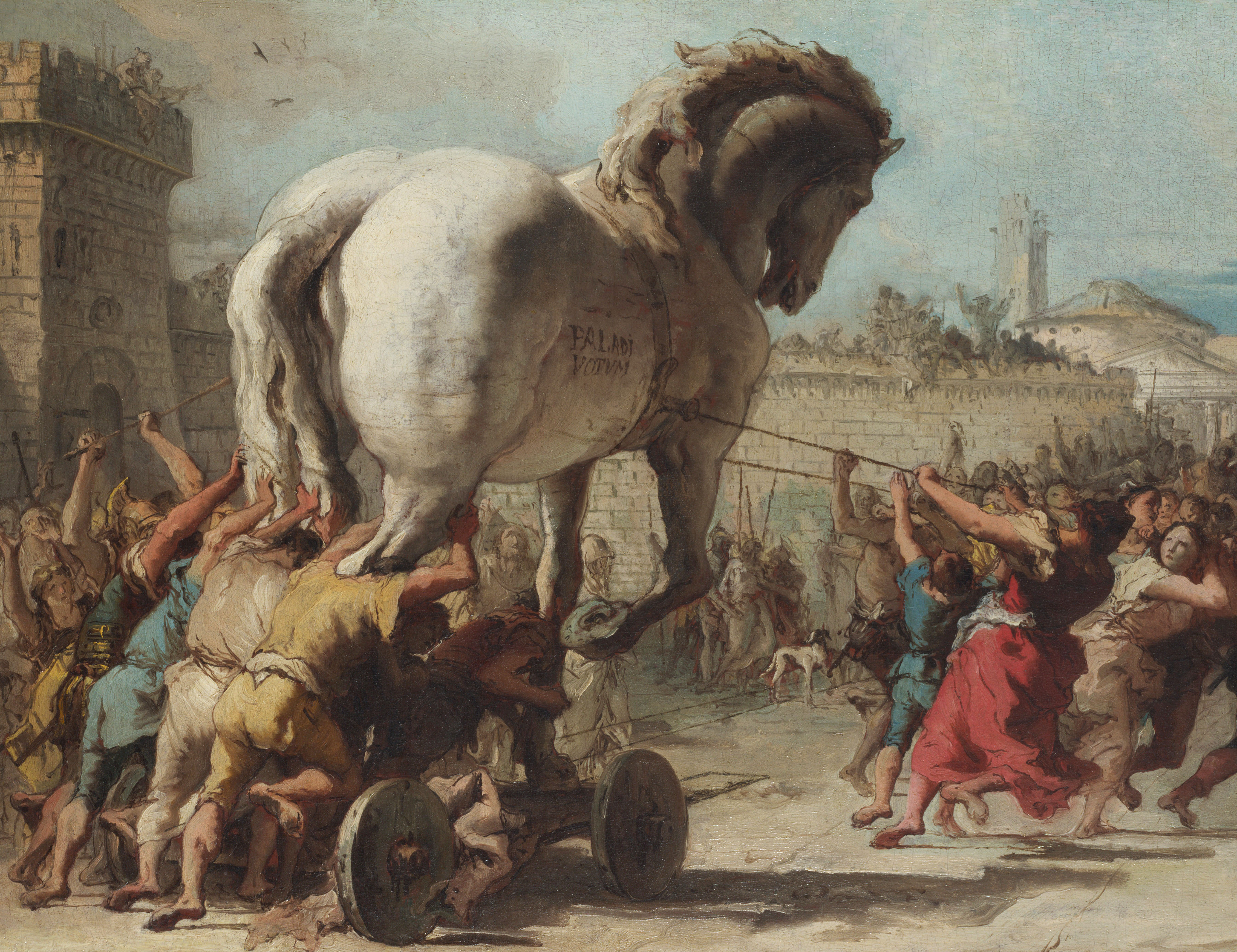
Das Trojanische Pferd wird in die Stadt Troja gezogen (Gemälde von G. D. Tiepolo, ca. 1760).

Timeo Danaos et dona ferentes.
„Ich fürchte die Danaer, auch wenn sie Geschenke bringen.“ – Warnung des Priesters Laokoon vor dem Danaergeschenk (das Trojanische Pferd).
Leicht gekürzt von Quidquid id est, timeo Danaos et dona ferentes.
Timeo lectorem unius libri.
„Ich fürchte den Leser eines einzigen Buches.“ – Dieser Spruch wird in etwas unterschiedlicher Formulierung von der Antike bis in die Neuzeit angeführt:
„Timeo/cave hominem/lectorem/virum unius libri.“ (auch: „Cave ab homine …“)
„Ich fürchte einen / hüte dich vor einem Menschen/Leser/Mann mit nur einem einzigen Buch!“
Die ältesten lateinisch schreibenden Autoren, die mit diesem Dictum in Zusammenhang gebracht werden, sind Plinius der Jüngere, Seneca, Quintilian und Augustinus. Der wahre Urheber ist für keine dieser Formulierungen eruierbar.

## Timidi
Timidi mater non flet.
„Die Mutter eines Feiglings weint nicht.“ – Sie hat keinen Grund dazu, da sich ihr Sohn nicht in Gefahr begibt.

## Timidus
Timidus se vocat cautum; avarus parcum.
„Der Ängstliche nennt sich vorsichtig; der Geizige nennt sich sparsam.“ – Zitat aus den Werken des Dichters Publilius Syrus.

## Timor
Timor Domini principium sapientiae.
„Die Furcht vor dem Herrn ist der Weisheit Anfang.“ – Buch der Sprüche, 9,10

## Toga
Toga candida
„Weiße Toga“ – Wurde von den Bewerbern um Staatsämter getragen. Daher leitet sich das deutsche Wort Kandidat her.
Toga non currit.
„Eine Toga rennt nicht.“ – Toga steht hier für Lehrer: „Ein Lehrer rennt nicht.“
Toga picta
„Bemalte Toga“ – Eine purpurne Toga, mit goldenen Sternen verziert, die der Triumphator anlegte.

## Tolle

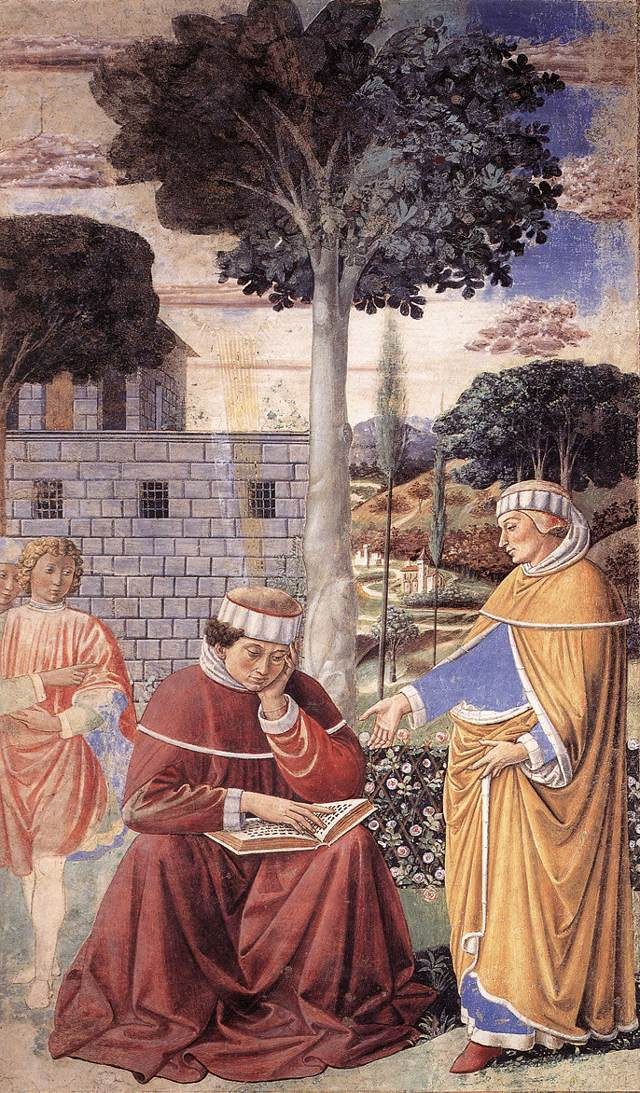
Bekehrung des Augustinus: „Tolle lege.“

Tolle assertiones, et Christianismum tulisti.
„Heb die festen Aussagen auf, und du hast das Christentum aufgehoben.“ – Sentenz aus Martin Luthers programmatischer Schrift De servo arbitrio. Mit diesem Satz wendet sich Luther gegen den hermeneutischen Skeptizismus des Erasmus von Rotterdam, der, um Ausgleich bemüht, die Möglichkeit letztgültiger Satzaussagen in Frage stellt.
Tolle, lege
„Nimm und lies.“ – Oft zitierter Spruch um den Kirchenlehrer Augustinus von Hippo, der dies in seinen „Bekenntnissen“ schildert. In einem Zustand religiöser Unruhe und Ungewissheit ging er in den Garten. Er legte sich unter einen Feigenbaum und weinte. Plötzlich hörte er eine Kinderstimme, die immer wieder rief: „Nimm und lies!“ Da er etwas Ähnliches über den Wüstenheiligen Antonius gelesen hatte, verstand er, was gemeint war: Gott gab ihm den Befehl, ein Buch aufzuschlagen und die Stelle zu lesen, auf die sein Blick als erste fallen würde. Er ging zurück, schlug die Paulusbriefe auf und las: „Nicht in Fressen und Saufen, nicht in Wollust und Unzucht, nicht in Hader und Neid, sondern ziehet den Herrn Jesus Christus an und pflegt das Fleisch nicht zur Erregung eurer Lüste.“ (Römer 13, 13–14).

## Tota
Tota erras via.
„Du irrst den ganzen Weg lang.“ – Zitat aus den Werken des römischen Dichters Terenz.

## Totidem
Totidem hostes quot servi
„(Man hat) so viele Feinde wie Diener“ – Durch Seneca (Ep. 47,5) überliefertes antikes Sprichwort.

## Totis

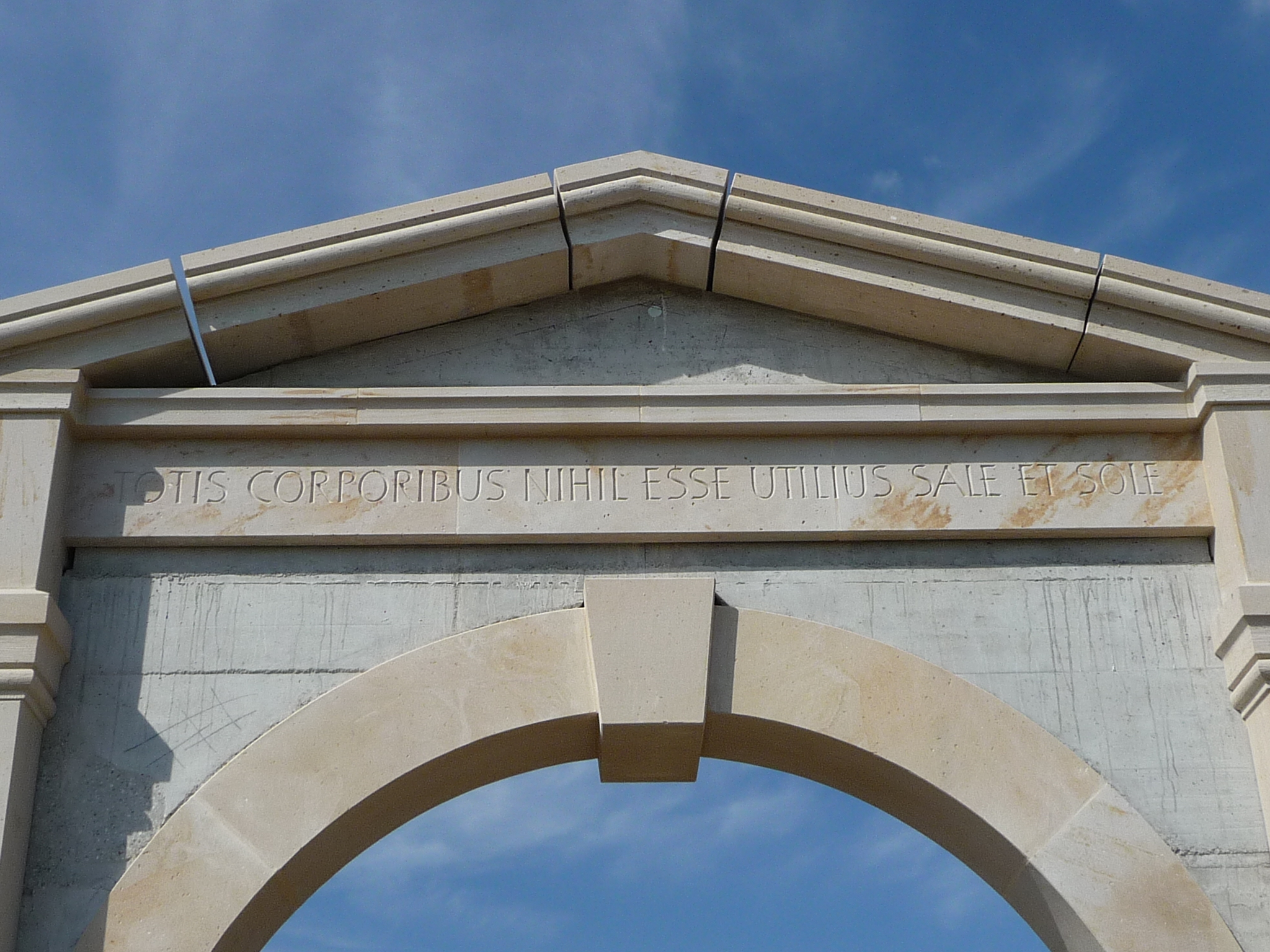
… nihil utilius … sale et sole: Salinentor in Bad Dürkheim

Totis corporibus nihil esse utilius sale et sole.
„Nichts ist für den ganzen Körper so nützlich wie Salz und Sonne.“ – Zitat aus der Naturgeschichte des Älteren Plinius
Inschrift auf dem Salinentor von Bad Dürkheim

## Toto
Toto caelo errare
„Sich irren um den ganzen Himmel“ – „Sich ganz gewaltig irren“. Den Ausdruck liest man zum ersten Mal, und dort bereits als Sprichwort zitiert, bei Macrobius (Saturnalia 3.12.10). Es handelt sich vielleicht um die lateinische Nachbildung eines bei Aristophanes überlieferten ähnlichen griechischen Dictums.
Toto pectore
„Von ganzem Herzen“ – auch ab imo pectore

## Totus

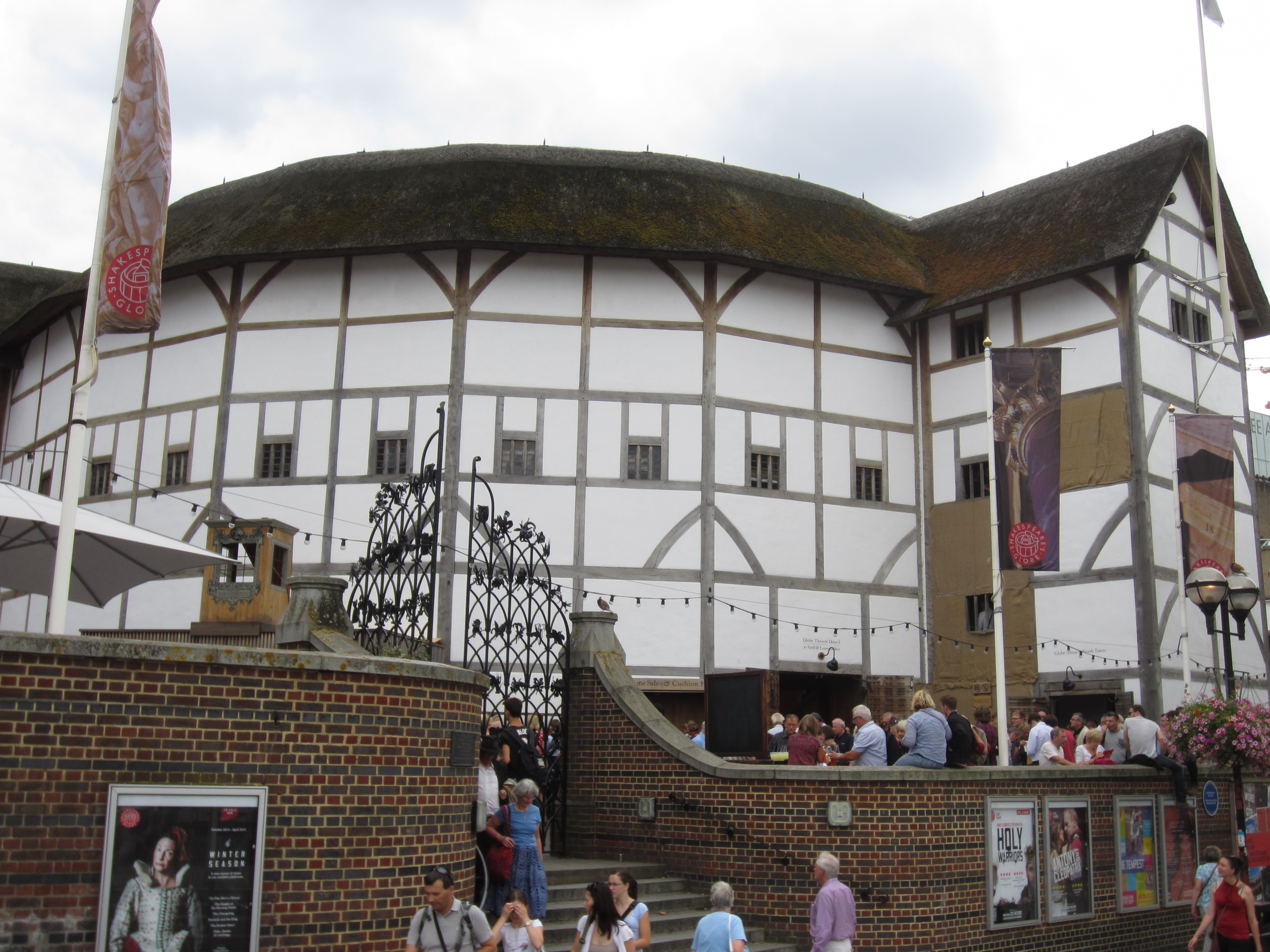
Nachbau des Globe Theatres in London

Totus mundus agit histrionem.
„Die ganze Welt agiert als Schauspieler.“ – „Die ganze Welt ist ein Theater.“ Inschrift auf dem Globe Theatre in London, das vor allem durch Aufführungen von Werken William Shakespeares einen bedeutenden Platz in der Theatergeschichte einnimmt. Die Aufschrift ließ Shakespeare selbst anbringen. Das Motto geht auf eine Petronius-Paraphrase in Johannes von Salisburys Hauptwerk Policraticus zurück, in dem es heißt: „Quod fere totus mundus iuxta Petronium exerceat histrionem.“ („Dieses ungefähr gemäß Petronius [zitiert]: Die ganze Welt übt sich als Schauspieler.“) Aus Shakespeares Theaterstück As you like it (Wie es euch gefällt, 1599) stammt die folgende englische Version:
„All the world’s a stage, And all the men and women merely players.“
„Die ganze Welt ist eine Bühne, Und alle Männer und Frauen sind nur Spieler.“
Totus tuus
„Ganz der deine“ – Wahlspruch des Papstes Johannes Paul II., der damit seine Marienverehrung ausdrückte

## Transire
Transire suum pectus mundoque potiri
„Den eigenen Verstand überschreiten und sich der Welt bemächtigen“ – Inschrift auf der Fields-Medaille, abgewandeltes Zitat des Astrologen Marcus Manilius (Astronomicon 4,392).

## Translatio
Translatio imperii
„Übertragung des Reichs“ –  Theorie des Mittelalters und der frühen Neuzeit, der zufolge ein Weltreich das andere ablöst, basierend auf der aus dem Buch Daniel stammenden Vier-Reiche-Lehre (Dan 2,39-40 ).

## Tres
Tres bonae matres pariunt tres malos filiosveritas odium, pax ocium, nimia familiaritas contemptum.
„Drei gute Mütter gebären drei schlimme Kinder: die Wahrheit den Hass, der Frieden die Trägheit, allzu große Vertrautheit den Überdruss.“ – ocium ist eine mittellateinische Schreibvariante zu otium.
Tres faciunt collegium.
„Drei bilden eine Gruppe.“ – Der oströmische Kaiser Justinian I. veranlasste 528 n. Chr. eine Sammlung von Rechtsvorschriften, das spätere Corpus Juris Civilis. Dort wird der römische Jurist und Suffektkonsul Lucius Neratius Priscus wie folgt zitiert: „Neratius Priscus tres facere existimat collegium“ („Neratius Priscus erklärt, dass drei ein Kollegium ausmachen“). Damit wurde festgestellt, dass es mindestens dreier Stimmberechtigter bedarf, um einen Mehrheitsbeschluss herbeiführen zu können.
Seit dem Mittelalter gab es an den Universitäten die Regel, dass außer dem Dozenten mindestens noch zwei Studenten anwesend sein mussten, damit eine Vorlesung gehalten werden konnte.

## Tria
Tria mala aeque nocent. Sterilitas, morbus, vicinus.
„Drei Übel schaden gleichermaßen: Unfruchtbarkeit, Krankheit und der Nachbar“ – Palladius in seinem Werk „Vom Landbau“ über die Weinkultur und meint damit: Den Reben schaden am meisten ein unfruchtbarer Boden, Rebkrankheiten und die Unterpflanzung unpassender Kulturen. (Rutilius Taurus Aemilianus Palladius, de re rustica 1,6.)

## Treuga
Treuga Dei
„Gottesfrieden“ – Waffenruhe von Mittwoch bis Montag im Sinne eines kirchlich befohlenen Waffenstillstandes.

## Tu

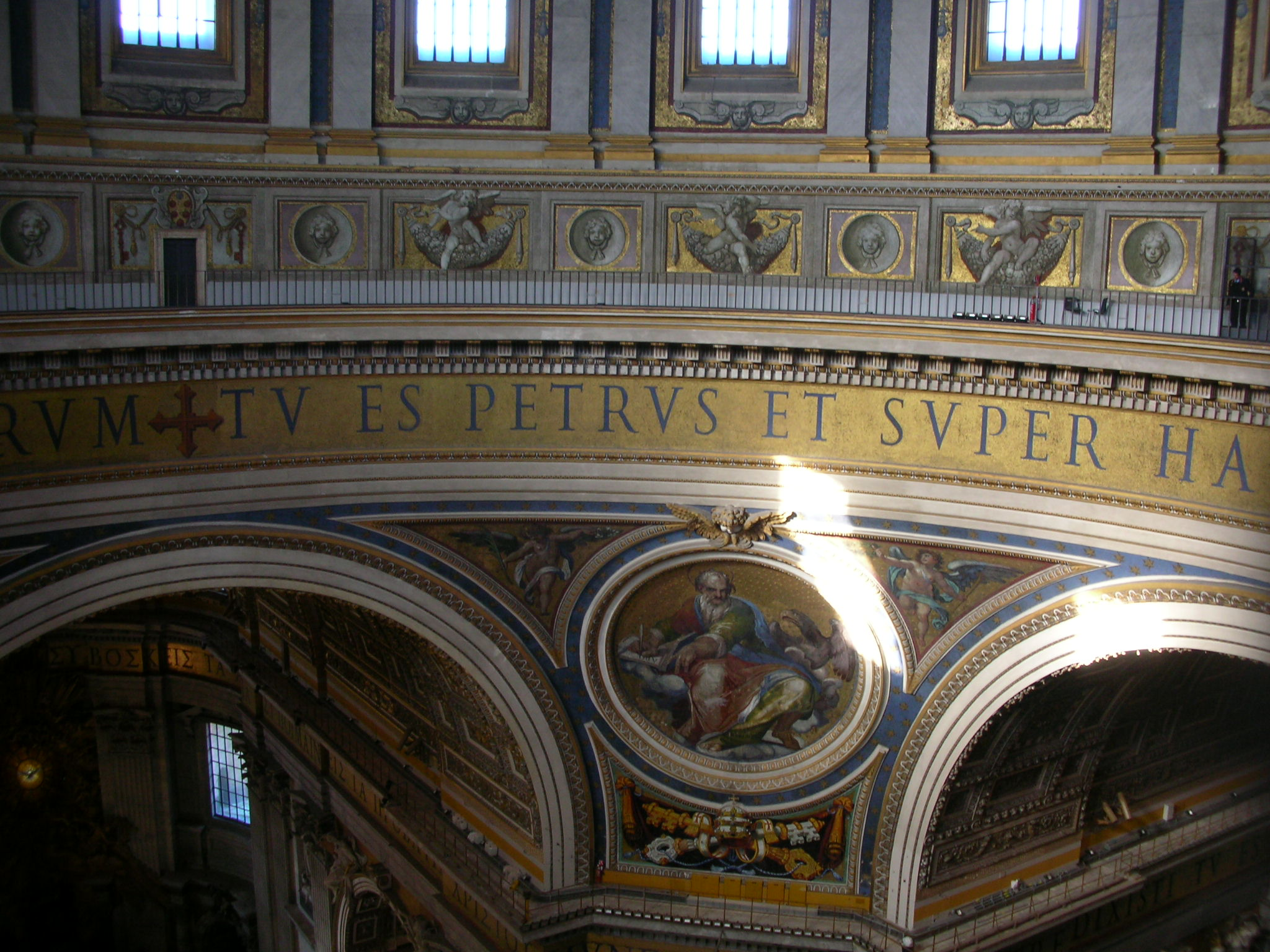
Einsetzungsworte für Petrus im Petersdom: „Tu es Petrus …“

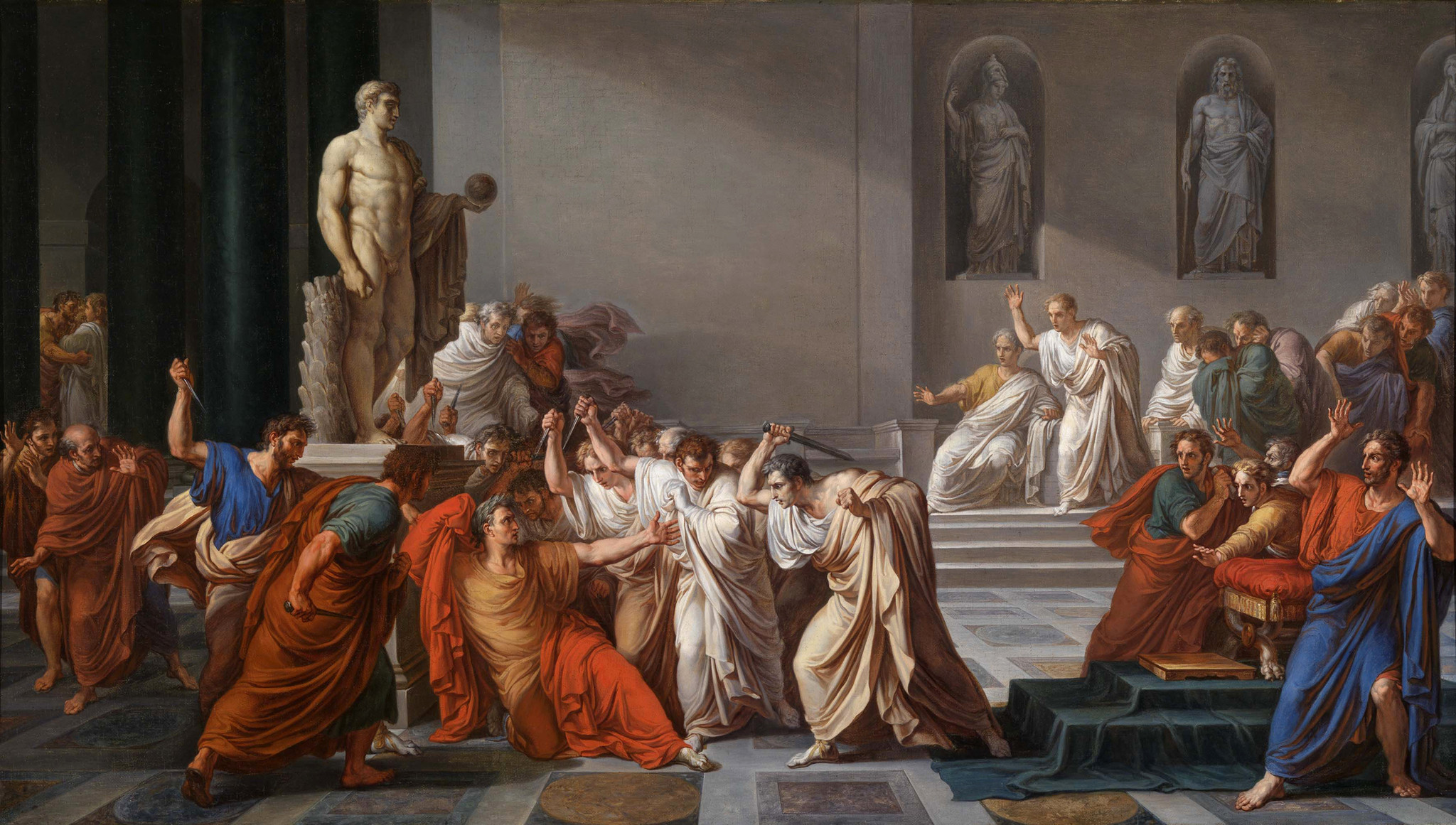
Ermordung Cäsars

Tu es Petrus et super hanc petram aedificabo ecclesiam meam.
„Du bist Petrus, und auf diesen Felsen werde ich meine Kirche bauen.“ – Mit diesen Worten setzte Jesus nach dem Evangelium nach Matthäus, 16,18 (Mt 16,18 ), Simon Petrus als seinen Nachfolger ein. Auf diese Einsetzungsworte beruft sich auch das Papsttum als Nachfolge Christi. Diese Worte stehen lateinisch in der Kuppel des Petersdoms und lauten im griechischen Original: Σὺ εἶ Πέτρος, καὶ ἐπὶ ταύτῃ τῇ πέτρᾳ οἰκοδομήσω μου τὴν ἐκκλησίαν. (Sy ei petros, kai epi tautē tē petra oikodomēsō mou tēn ekklēsian.) Im kirchlichen Stundengebet ist der Vers eine der Antiphonen in der Vesper am Hochfest der Apostel Petrus und Paulus (29. Juni).
Tu felix Austria nube.
„Du, glückliches Österreich heirate!“ – Verkürzte Version von Bella gerant alii, tu felix Austria nube.
Tu fui, ego eris.
„Ich war du, du wirst ich sein“ – „Was du bist, war ich; was ich bin, wirst du sein.“ Inschrift auf einem Grabstein, die an die Unausweichlichkeit des Todes erinnert.
Siehe auch Sum quod eris.
Tu ne cede malis, sed contra audentior ito!
„Weiche du nicht den Übeln, sondern du sollst ihnen kühner entgegengehen!“ – Vergil, Äneis, 6,95.
Tu quoque fili?
„Auch du, mein Sohn?“ – Julius Caesar zugeschrieben, als er Marcus Iunius Brutus unter den Attentätern sah. Cäsar soll diesen Ausruf aber auf Griechisch getan haben: (Καὶ σὺ τέκνον; – „Auch du, mein Kind?“).
Siehe auch Et tu Brute?
Tu si hic sis, aliter sentias.
„Wenn du hier wärst, würdest du anders denken.“ – Terenz, Andria 310.

## Tua
Tua est, o Deus, gloria.
„Dein ist, o Gott, der Ruhm.“
Tua me ad religionis habitum iussio, non divina traxit dilectio.
„Dein Befehl brachte mich zur Nonnentracht, nicht die Liebe zu Gott.“ – Die Äbtissin Heloisa in einem Brief an ihren früheren Geliebten, den Philosophen und Theologen Petrus Abaelardus.
Siehe auch Te semper, ut omnibus patet, immoderato amore complexa sum.
Tua res agitur.
„Um deine Sache geht es.“ – Es handelt sich hier um ein verkürztes Horaz-Zitat: „Nam tua res agitur, paries cum proximus ardet.“ („Denn um deine Sache geht es, wenn die Wand des Nachbarn brennt.“)
Tua verba nobis exemplo sint.
„Deine Worte seien uns ein Beispiel.“

## Tuebor

Siegel Michigans

Tuebor.
„Ich werde schützen.“ – Motto des US-Bundesstaates Michigan

## Tunica
Tunica propior pallio est.
„Die Tunica ist näher als der Mantel.“ – Diese Redensart aus einer Komödie des römischen Dichters Plautus entspricht dem deutschen Sprichwort „Das Hemd ist näher als der Rock“.

## Tuo
Tuo ex ingenio mores alienos probas.
„Du beurteilst den Charakter anderer nach deinem eigenen.“ – Der Satz stammt aus einer Komödie des Dichters Plautus. Er entspricht dem deutschen Ausdruck „von sich auf andere schließen“.

## Turpe
Turpe est laudari ab illaudatis.
„Es ist unerfreulich, von Leuten gelobt zu werden, die selbst kein Lob verdienen.“ – Lob von der falschen Seite
Turpe est in patria vivere et patriam ignorare
„Schändlich ist es, in der Heimat zu leben und diese nicht zu kennen.“ – oft klassischen Autoren der Antike zugeschrieben, aber wohl erst im 18. Jahrhundert entstanden

## Turris
Turris fortis mihi Deus.
„Ein fester Turm ist mir Gott.“ – Motto des schottischen Kelly-Clans, nach Psalm 61 (in der Vulgata Psalm 60), Vers 4, wo es lautet:
Quia factus es spes mea, turris fortitudinis a facie inimici. – „Denn Du bist geworden meine Hoffnung, ein Turm der Festigkeit gegen des Feindes Gesicht.“